# Pietro Giacomo Rogeri
Pietro Giacomo Rogeri è la quindicesima storia a fumetti di Valentina, celebre personaggio creato da Guido Crepax. Dopo le storie surreali legate a Baba Yaga, si tratta di una vicenda realistica in cui è coinvolto un prezioso violoncello e varie persone che se lo contendono. La storia è divisa in movimenti, proprio come una suite musicale.

## Trama

### 1° movimento
Margherita Ceroli, una giovane ragazza, porta un violoncello di famiglia nello studio fotografico di Valentina a Milano. Contemporaneamente, si dipanano diverse vicende: il giovane Bruno ascolta musica di Bach, la baronessa Olimpia Raspani ricorda nostalgicamente il fascismo con un'amica a Sirmione, dei neofascisti milanesi sospettano che il violoncello nasconda documenti della Repubblica Sociale, e il professor Angrisani Viotti ricerca lo strumento, scoprendo che appartenne a Niccolò Paganini.

### 2° movimento
I neofascisti cercano di acquistare il violoncello da Margherita senza successo. Intanto, Bruno, che si introduce nell'auto di Valentina addormentandosi con uno spartito di Bach in mano, si presenta come violoncellista e la invita a casa sua per ascoltare musica. Il professor Angrisani rintraccia il violoncello nello studio di Valentina. Con l'aiuto di Lucio, un complice fascista fintosi anarchico, sostituisce lo strumento con una copia di scarso valore, con l'intenzione di restituirlo dopo averlo analizzato.

### 3° movimento
Mentre sta studiando lo strumento nel suo studio, il professore viene ucciso da Lucio, che consegna il violoncello originale ai suoi compari. Valentina scopre lo scambio e, uscendo dallo studio, viene rapita dai fascisti sotto gli occhi di Bruno, che li insegue.

### 4° movimento
A Sirmione, i fascisti interrogano Valentina. Vengono però interrotti da Bruno, Cecco (collega di Valentina) e Margherita, che la salvano e recuperano il violoncello. La cassa dello strumento, che si credeva contenere i documenti, viene distrutta in un'esplosione. Cecco rivela di aver scoperto il legame familiare tra la baronessa e Margherita, mentre Bruno confessa di essere solo interessato a suonare il violoncello, che Margherita gli offre di noleggiare.

## Personaggi

### Valentina Rosselli
Fotografa milanese, in questa vicenda ha a che fare con un violoncello su cui tutti vogliono mettere le mani e conosce per la prima volta Bruno, un giovane musicista che riapparirà varie volte nelle storie future.

### Margherita Ceroli
Giovane ragazza che ha appena ereditato il violoncello e lo lascia a Valentina per evitare che finisca nelle mani di sua zia, la baronessa Olimpia Raspani, nostalgica del fascismo.

### Professor Angrisani Viotti
Musicologo che sta compiendo ricerche sul violoncello. Lo ruba con l'intenzione di restituirlo, ma si fa aiutare da Lucio, un neofascista che lo uccide per portare lo strumento ai suoi complici.

### Cecco e Italo
Assistenti dello studio fotografico di Valentina. Compaiono per la prima volta in questa storia e saranno spesso presenti anche in futuro.

### Bruno
Giovane violoncellista che si avvicina a Valentina con il doppio fine di poter suonare il violoncello. Sebbene abbia un ruolo secondario in questa storia, tornerà anni dopo ad avere una posizione importante nella vita di Valentina.

## Curiosità
Il violoncello protagonista della storia è lo strumento realmente appartenuto a Gilberto Crepax, padre dell'autore e primo violoncello alla Scala di Milano. Il violoncello, un Pietro Giacomo Rogeri (dal nome del liutaio) era del 1717 ed era realmente appartenuto a Paganini, che lo perse per pagare debiti di gioco, ma vi incise le sue iniziali NP in modo che fosse riconoscibile. Dopo la morte di Gilberto (nel 1970), la moglie Maria decise di vendere lo strumento (non essendoci altri musicisti in famiglia che potessero suonarlo) e Guido decise di dedicargli una storia.

## Pubblicazioni
- linus gennaio/aprile 1973[2][3][4][5]
- Milano Libri (Valentina assassina?) marzo 1977
- RCS (Volume 6) 2007
- Salani (Storie metropolitane) 2010
- Mondadori (Volume 24) 2015